# Gaspar Osorio Mexía y Zúñiga
Gaspar Osorio Mexía y Zúñiga (Almagro – Llerena, 2 de diciembre de 1782), fue un militar español y I marqués de Torremejía.

## Reseña biográfica
Gaspar Osorio Mexía era hidalgo hasta su decimoséptimo abuelo y barón de la Torre de Mejía en Galicia, además de caballero de Santiago, y su familia ya tenía probada la nobleza, ya que estaban emparentados, según había demostrado ante la Real Chancillería de Granada, con los marqueses de La Guardia, con grandeza de España, y los señores de la Higueruela; además eran los titulares del mayorazgo del señorío de las villas de Valenzuela y Picón, tanto en lo espiritual como en lo temporal, por lo que el rey le concedió un nuevo título, el de marqués, con «la denominación de su apellido Mejía, es mi voluntad que ahora y de aquí en adelante el expresado ilustre Don Gaspar Osorio Mejía y Zúñiga caballero de la orden de Santiago y los otros sus herederos, y legítimos descendientes cada uno en su tiempo según se pueda llamar e intitular, se llamen e intitulen Marqués y Marqueses de Torre Mejía».
El título entregado a Gaspar Osorio Mexía premiaba su carrera militar. Ingresó como cadete en la Real Brigada de Carabineros y logró alcanzar el grado de capitán, distinguiéndose por su valor militar en tallas, reencuentros, funciones, bloqueos y sitios, singularmente en la recuperación de este mi reino de Nápoles. En especial por su participación en la batalla de Bitonto (provincia de Bari), donde logró hacer huir a un destacamento de coraceros alemanes con el escuadrón que comandaba. La batalla se produjo el 25 de mayo de 1734, en ella, el duque de Montemar, responsable del ejército español, derrotó al austriaco en la citada ofensiva, logrando España reconquistar el reino de Nápoles, que había perdido tras la guerra de Sucesión en 1714.
Posteriormente, Gaspar Osorio Mexía logró ascender hasta el empleo de coronel de Caballería, al tiempo que fue nombrado gobernador y suplente de rentas de la ciudad de Llerena. Estuvo al servicio del rey, como oficial del ejército, treinta y dos años. Contrajo matrimonio con María Francisca Nieto de Guillamas, también perteneciente a la nobleza, y seguramente, por su apellido de Madrid o Guadalajara, con la que no tuvo hijos. Falleció en Llerena el 2 de diciembre de 1782.
El cuerpo de Gaspar Osorio Mexía y Zúñiga fue enterrado, por mandas testamentarias, en la capilla de Nuestra Señora de los Dolores, sita en la iglesia de los franciscanos de Almagro, ataviado con el traje propio de Santiago. Previamente se celebró misa cantada y pidió que formaran parte del cortejo fúnebre la comunidad de religiosos dominicos, así como todos los franciscanos y todos los sacerdotes y capellanes mayores de las dos parroquias almagreñas. Demandó también, en sus últimas voluntades, que se le dijeran mil quinientas misas rezadas en las distintas iglesias de Almagro, pagándose una cuarta parte de ellas de la colecturía de Nuestra Señora de la Granada.